# Дом оперетты (Гамбург)
Дом опере́тты (нем. Das TUI Operettenhaus) — театр в Гамбурге, Германия. Основан в 1841 году. Один из старейших театров страны.

## История
Прототипом для создания театра в Гамбурге послужил «Circus Gymnasticus» в Вене. Будущий «Дом оперетты» был открыт в 1841 году. Первый вариант его зрительного зала мог вмещать до 3000 человек. 
В 1864 году театр «Циркус гимнастикус» был переименован в «Централ-холл» (нем. Central-Halle). Здание сгорело в 1876 году, но было восстановлено годом позже.
Название «Дом оперетты» театр получил в 1920 году, а приставка „TUI“ была добавлена в 2007.
В середине 1980-х муниципалитет города продаёт театр компании «Stella Entertainment AG» за символическую цену. Здесь компания ставит успешный мюзикл «Кошки», шедший на сцене почти пятнадцать лет. Затем были шоу «Fosse» и мюзикл «Ах, какая ночь!». В 2001 году «Stella» признаётся банкротом и театр переходит под управление театральной компании «Stage Entertainment Germany», которая продолжает прокаты мюзиклов в «Доме оперетты».
В октябре 2011 года театр полностью выкупается «Stage Entertainment Germany» за 7,1 миллиона евро.

## Постановки в театре

### «Stella Entertainment AG»
| Дата открытия | Дата закрытия | Постановка        | Жанр   | Примечания        |
| ------------- | ------------- | ----------------- | ------ | ----------------- |
| 18.04.1986    | 28.01.2001    | «Кошки»           | мюзикл | Немецкая премьера |
| 08.06.2001    | 16.12.2001    | «Фосс»            | мюзикл | Немецкая премьера |
| 11.01.2002    | 29.06.2002    | «Ах, какая ночь!» | мюзикл | Немецкая премьера |

### «Stage Entertainment Germany»
| Дата открытия | Дата закрытия | Постановка                     | Жанр   | Примечания        |
| ------------- | ------------- | ------------------------------ | ------ | ----------------- |
| 03.11.2002    | 08.09.2007    | «Mamma Mia!»                   | мюзикл | Немецкая премьера |
| 02.12.2007    | 26.09.2010    | «Я никогда не был в Нью-Йорке» | мюзикл | Мировая премьера  |
| 02.12.2010    | 26.08.2012    | «Действуй, сестра!»            | мюзикл | Немецкая премьера |
| 18.11.2012    | 19.08.2015    | «Рокки»                        | мюзикл | Мировая премьера  |
| 15.10.2015    | 25.09.2016    | «Любовь не умрёт никогда»      | мюзикл | Немецкая премьера |
| 10.11.2016    | 29.10.2017    | «Hinterm Horizont»             | мюзикл |                   |
| 28.10.2018    | 13.01.2019    | «Привидение»                   | мюзикл |                   |
| 06.10.2022    | 15.10.2023    | «Гамильтон»                    | мюзикл | Немецкая премьера |

## Технические данные
- Вместимость зала: 1335 зрителей[1].